# 井上道経
井上 道経（いのうえ みちつね）は、江戸時代の武士。毛利氏の家臣で長州藩士。父は井上就貞。知行は200石。

## 生涯
寛文2年（1662年）、長州藩士・井上就貞の子として生まれ、毛利綱広、吉就、吉広、吉元に四代に仕える。
宝永6年（1709年）2月23日に死去。享年48。子の道之（小伝次、八兵衛）が後を継いだ。